# Curling-Weltmeisterschaft der Herren 2009
Die Curling-Weltmeisterschaft der Herren 2009 wurde vom 4. bis 12. April im Moncton Coliseum in Moncton, New Brunswick, Kanada ausgetragen.

## Teilnehmer
| Volksrepublik China | Dänemark | Deutschland |
| --- | --- | --- |
| Harbin CC, Harbin Lead: Zang Jialiang Second: Xu Xiaoming Third: Liu Rui Fourth: (S) Wang Fengchun Ersatz: Lu-An Chen                 | Hvidovre CC, Hvidovre Lead: Lars Vilandt Second: Bo Jensen Third: Johnny Frederiksen Fourth: (S) Ulrik Schmidt Ersatz: Mikkel Poulsen       | CC Füssen, Füssen Lead: Andreas Kempf Second: Holger Höhne Third: Andreas Lang Fourth: (S) Andreas Kapp Ersatz: Daniel Herberg                  |
| Finnland | Frankreich | Japan |
| Hyvinkää CC, Helsinki Lead: Jari Rouvinen Second: Teemu Salo Third: Jani Sullanmaa Fourth: (S) Kalle Kiiskinen Ersatz: Juha Pekaristo | Chamonix CC, Chamonix Lead: Jan Henri Ducroz Second: Richard Ducroz Third: Tony Angiboust Fourth: (S) Thomas Dufour Ersatz: Raphaël Mathieu | Karuizawa CC, Karuizawa Lead: Kōsuke Morozumi Second: Tetsurō Shimizu Third: Tsuyoshi Yamaguchi Fourth: (S) Yūsuke Morozumi Ersatz: Keita Satoh |
| Kanada | Norwegen | Schottland |
| Saville Sports Center, Edmonton Lead: Ben Hebert Second: Marc Kennedy Third: John Morris Fourth: (S) Kevin Martin Ersatz: Terry Meek  | Snarøen CC, Bærum Lead: Håvard Petersson Second: Christoffer Svae Third: Torger Nergård Fourth: (S) Thomas Ulsrud Ersatz: Thomas Løvold     | Lockerbie Lce Rink, Lockerbie Lead: Euan Byers Second: Peter Smith Third: Ewan MacDonald Fourth: (S) David Murdoch Ersatz: Graeme Connal        |
| Schweiz | Tschechien | Vereinigte Staaten |
| CC Basel Regio, Basel Lead: Simon Strübin Second: Markus Eggler Third: Jan Hauser Fourth: (S) Ralph Stöckli Ersatz: Toni Müller       | CK Brno, Brünn Lead: Karel Uher Second: Jindřich Kitzberger Third: Martin Snítil Fourth: (S) Jiří Snítil Ersatz: Miloš Hoferka              | Duluth CC, Duluth Lead: John Benton Second: Jeff Isaacson Third: Jason Smith Fourth: (S) John Shuster Ersatz: Chris Plys                        |

(S) = Skip

## Round Robin
alle Anstoßzeiten in Ortszeit (MESZ −5 Stunden)
| Platz | Team                | Spiele | Siege | Ndlg. |
| ----- | ------------------- | ------ | ----- | ----- |
| 1.    | Kanada              | 11     | 10    | 1     |
| 2.    | Schottland          | 11     | 8     | 3     |
| 3.    | Deutschland         | 11     | 7     | 4     |
| 4.    | Norwegen            | 11     | 7     | 4     |
| 4.    | Schweiz             | 11     | 7     | 4     |
| 4.    | Vereinigte Staaten  | 11     | 7     | 4     |
| 7.    | Dänemark            | 11     | 6     | 5     |
| 8.    | Frankreich          | 11     | 4     | 7     |
| 8.    | Volksrepublik China | 11     | 4     | 7     |
| 10.   | Japan               | 11     | 3     | 8     |
| 10.   | Tschechien          | 11     | 3     | 8     |
| 12.   | Finnland            | 11     | 1     | 10    |

| Datum    | Zeit  | Begegnung                | Resultat |
| -------- | ----- | ------------------------ | -------- |
| 4. April | 15:00 | Schottland – Schweiz     | 7:10     |
|          |       | Norwegen – Dänemark      | 7:6      |
|          |       | Tschechien – Finnland    | 6:8      |
|          |       | Deutschland – USA        | 5:6      |
|          | 19:30 | Finnland – Norwegen      | 1:9      |
|          |       | Japan – Kanada           | 4:7      |
|          |       | Frankreich – China       | 7:5      |
|          |       | Tschechien – Dänemark    | 9:4      |
| 5. April | 08:30 | USA – Schottland         | 6:12     |
|          |       | Deutschland – Schweiz    | 10:9     |
|          | 13:00 | Kanada – Frankreich      | 7:2      |
|          |       | Dänemark – Finnland      | 7:5      |
|          |       | Norwegen – Tschechien    | 8:2      |
|          |       | Japan – China            | 10:2     |
|          | 19:30 | Schweiz – USA            | 3:10     |
|          |       | Frankreich – Japan       | 8:2      |
|          |       | China – Kanada           | 4:9      |
|          |       | Schottland – Deutschland | 11:8     |
| 6. April | 10:00 | Deutschland – Tschechien | 9:8      |
|          |       | USA – Norwegen           | 5:7      |
|          |       | Schottland – Finnland    | 7:2      |
|          |       | Schweiz – Dänemark       | 9:6      |
|          | 15:00 | Norwegen – China         | 7:6      |
|          |       | Tschechien – Kanada      | 4:10     |
|          |       | Dänemark – Frankreich    | 7:3      |
|          |       | Finnland – Japan         | 7:10     |
|          | 19:30 | Japan – Schottland       | 5:7      |
|          |       | Frankreich – Schweiz     | 6:5      |
|          |       | Kanada – Deutschland     | 6:4      |
|          |       | China – USA              | 8:9      |
| 7. April | 10:00 | Kanada – Schweiz         | 8:3      |
|          |       | China – Schottland       | 9:7      |
|          |       | Japan – USA              | 1:9      |
|          |       | Frankreich – Deutschland | 5:7      |

| Datum    | Zeit  | Begegnung               | Resultat |
| -------- | ----- | ----------------------- | -------- |
| 7. April | 15:00 | USA – Dänemark          | 6:9      |
|          |       | Deutschland – Finnland  | 8:4      |
|          |       | Schweiz – Norwegen      | 3:2      |
|          |       | Schottland – Tschechien | 4:5      |
|          | 19:30 | Finnland – Frankreich   | 2:8      |
|          |       | Tschechien – China      | 3:9      |
|          |       | Dänemark – Japan        | 8:4      |
|          |       | Norwegen – Kanada       | 2:9      |
| 8. April | 10:00 | Tschechien – Japan      | 3:9      |
|          |       | Norwegen – Frankreich   | 10:4     |
|          |       | Finnland – Kanada       | 4:12     |
|          |       | Dänemark – China        | 6:7      |
|          | 15:00 | China – Deutschland     | 6:8      |
|          |       | Kanada – USA            | 9:6      |
|          |       | Frankreich – Schottland | 1:9      |
|          |       | Japan – Schweiz         | 4:7      |
|          | 19:30 | Schottland – Norwegen   | 6:5      |
|          |       | Schweiz – Tschechien    | 5:2      |
|          |       | Deutschland – Dänemark  | 4:5      |
|          |       | USA – Finnland          | 6:5      |
| 9. April | 10:00 | Dänemark – Kanada       | 4:10     |
|          |       | Finnland – China        | 7:9      |
|          |       | Norwegen – Japan        | 11:7     |
|          |       | Tschechien – Frankreich | 6:2      |
|          | 15:00 | Schweiz – Finnland      | 8:3      |
|          |       | Schottland – Dänemark   | 10:3     |
|          |       | USA – Tschechien        | 7:6      |
|          |       | Deutschland – Norwegen  | 9:3      |
|          | 19:30 | Frankreich – USA        | 6:9      |
|          |       | Japan – Deutschland     | 3:5      |
|          |       | China – Schweiz         | 4:5      |
|          |       | Kanada – Schottland     | 5:6      |

## Tie-Breaker
10. April, 15:00
| Team               |  | 1 | 2 | 3 | 4 | 5 | 6 | 7 | 8 | 9 | 10 | Gesamt |
| ------------------ |  | - | - | - | - | - | - | - | - | - | -- | ------ |
| Norwegen           |  | 2 | 1 | 0 | 2 | 2 | 0 | 3 | X | X | X  | 10     |
| Vereinigte Staaten |  | 0 | 0 | 1 | 0 | 0 | 1 | 0 | X | X | X  | 2      |

10. April, 15:00
| Team        |  | 1 | 2 | 3 | 4 | 5 | 6 | 7 | 8 | 9 | 10 | Gesamt |
| ----------- |  | - | - | - | - | - | - | - | - | - | -- | ------ |
| Deutschland |  | 2 | 0 | 1 | 0 | 0 | 2 | 0 | 1 | 1 | 0  | 7      |
| Schweiz     |  | 0 | 1 | 0 | 3 | 0 | 0 | 3 | 0 | 0 | 1  | 8      |

## Playoffs
|  | Page-Playoffs | Page-Playoffs | Page-Playoffs |   |          | Halbfinale | Halbfinale | Halbfinale |        |   | Finale     | Finale | Finale |
|  |               |               |               |   |          |            |            |            |        |   |            |        |        |
|  | 1             | Kanada        | 5             |   |          |            |            |            |        |   |            |        |        |
|  | 2             | Schottland    | 7             |   |          |            |            |            |        | 2 | Schottland | 8      |        |
|  | 2             | Schottland    | 7             | 1 | Kanada   | 6          |            |            |        | 2 | Schottland | 8      |        |
|  |               |               |               | 1 | Kanada   | 6          |            | 1          | Kanada | 6 |            |        |        |
|  |               | 4             | Schweiz       | 5 |          |            |            | 1          | Kanada | 6 |            |        |        |
|  | 3             | 4             | Schweiz       | 5 | Norwegen | 4          |            |            |        |   |            |        |        |
|  | 3             |               |               |   | Norwegen | 4          |            |            |        |   |            |        |        |
|  | 4             | Schweiz       | 5             |   |          |            |            |            |        |   |            |        |        |

Erster gegen Zweiter: 10. April, 19:30
| Team       |  | 1 | 2 | 3 | 4 | 5 | 6 | 7 | 8 | 9 | 10 | Gesamt |
| ---------- |  | - | - | - | - | - | - | - | - | - | -- | ------ |
| Kanada     |  | 1 | 0 | 0 | 0 | 2 | 0 | 1 | 0 | 1 | 0  | 5      |
| Schottland |  | 0 | 3 | 0 | 1 | 0 | 1 | 0 | 1 | 0 | 1  | 7      |

Dritter gegen Vierter: 11. April, 10:00
| Team     |  | 1 | 2 | 3 | 4 | 5 | 6 | 7 | 8 | 9 | 10 | 11 | Gesamt |
| -------- |  | - | - | - | - | - | - | - | - | - | -- | -- | ------ |
| Norwegen |  | 0 | 1 | 0 | 1 | 0 | 0 | 0 | 1 | 0 | 1  | 0  | 4      |
| Schweiz  |  | 1 | 0 | 1 | 0 | 0 | 1 | 0 | 0 | 1 | 0  | 1  | 5      |

Halbfinale: 11. April, 16:00
| Team    |  | 1 | 2 | 3 | 4 | 5 | 6 | 7 | 8 | 9 | 10 | Gesamt |
| ------- |  | - | - | - | - | - | - | - | - | - | -- | ------ |
| Kanada  |  | 1 | 1 | 0 | 0 | 0 | 3 | 1 | 0 | 0 | 0  | 6      |
| Schweiz |  | 0 | 0 | 1 | 0 | 0 | 0 | 0 | 2 | 1 | 1  | 5      |

Spiel um Platz drei: 12. April, 13:00
| Team     |  | 1 | 2 | 3 | 4 | 5 | 6 | 7 | 8 | 9 | 10 | Gesamt |
| -------- |  | - | - | - | - | - | - | - | - | - | -- | ------ |
| Schweiz  |  | 1 | 0 | 0 | 1 | 0 | 0 | 2 | 0 | 0 | X  | 4      |
| Norwegen |  | 0 | 1 | 1 | 0 | 1 | 0 | 0 | 2 | 1 | X  | 6      |

Finale: 12. April, 19:30
| Team       |  | 1 | 2 | 3 | 4 | 5 | 6 | 7 | 8 | 9 | 10 | Gesamt |
| ---------- |  | - | - | - | - | - | - | - | - | - | -- | ------ |
| Schottland |  | 2 | 0 | 1 | 0 | 0 | 1 | 0 | 0 | 2 | 2  | 8      |
| Kanada     |  | 0 | 2 | 0 | 2 | 0 | 0 | 1 | 1 | 0 | 0  | 6      |

## Endstand
| Platz | Land                |
| ----- | ------------------- |
| 1     | Schottland          |
| 2     | Kanada              |
| 3     | Norwegen            |
| 4     | Schweiz             |
| 5     | Vereinigte Staaten  |
| 6     | Deutschland         |
| 7     | Dänemark            |
| 8     | Frankreich          |
| 9     | Volksrepublik China |
| 10    | Japan               |
| 11    | Tschechien          |
| 12    | Finnland            |